# Riot Act (Album)
Riot Act (siehe auch Riot Act) ist das siebte Studioalbum der US-amerikanischen Rockband Pearl Jam. Das Album erschien im November 2002 beim Label Epic Records/Sony Music. Es war die letzte Studioveröffentlichung der Band mit neuem Material bei diesem Label.

## Geschichte
Nach der Tour zum Album Binaural legte die Band eine Pause von etwa einem Jahr ein. Riot Act entstand schließlich in zwei Aufnahmesessions im Februar und April 2002 im Studio X in Seattle, Washington. Produzent war Adam Kasper, der bereits zuvor als Toningenieur für Pearl Jam gearbeitet hatte. Abgemischt wurde das Album von Brendan O’Brien im Space Studio ebenfalls in Seattle im Mai 2002.

## Titelliste
1. Can’t Keep (Vedder) – 3:39
2. Save You (Ament, Cameron, Gossard, McCready, Vedder) – 3:50
3. Love Boat Captain (Gaspar, Vedder) – 4:36
4. Cropduster (Cameron, Vedder) – 3:51
5. Ghost (Ament, Vedder) – 3:15
6. I Am Mine (Vedder) – 3:35
7. Thumbing My Way (Vedder) – 4:10
8. You Are (Cameron, Vedder) – 4:30
9. Get Right (Cameron) – 2:38
10. Green Disease (Vedder) – 2:41
11. Help Help (Ament) – 3:35
12. Bu$hleaguer (Gossard, Vedder) – 3:57
13. 1/2 Full (Ament, Vedder) – 4:10
14. Arc (Vedder) – 1:05
15. All or None (Gossard, Vedder) – 4:37

## Kommerzieller Erfolg

### Chartplatzierungen
Das Album erreichte Platz 5 der Billboard 200 und Platz 13 der deutschen Charts.
| ChartsChartplatzierungen       | Höchstplatzierung | Wochen |
| ------------------------------ | ----------------- | ------ |
| Deutschland (GfK)              | 13 (6 Wo.)        | 6      |
| Österreich (Ö3)                | 24 (4 Wo.)        | 4      |
| Schweiz (IFPI)                 | 13 (9 Wo.)        | 9      |
| Vereinigte Staaten (Billboard) | 5 (14 Wo.)        | 14     |
| Vereinigtes Königreich (OCC)   | 34 (2 Wo.)        | 2      |

### Auszeichnungen für Musikverkäufe
| Land/Region                  | Auszeichnungen für Musikverkäufe (Land/Region, Auszeichnung, Verkäufe) | Verkäufe |
| ---------------------------- | ---------------------------------------------------------------------- | -------- |
| Australien (ARIA)            | Platin                                                                 | 70.000   |
| Brasilien (PMB)              | Gold                                                                   | 50.000   |
| Kanada (MC)                  | Gold                                                                   | 50.000   |
| Neuseeland (RMNZ)            | Platin                                                                 | 15.000   |
| Vereinigte Staaten (RIAA)    | Gold                                                                   | 500.000  |
| Vereinigtes Königreich (BPI) | Silber                                                                 | 60.000   |
| Insgesamt                    | 1× Silber · 3× Gold · 2× Platin ·                                      | 745.000  |

Hauptartikel: Pearl Jam/Auszeichnungen für Musikverkäufe